# Championnat du Brésil de rugby à XV 2023
Navigation
Championnat 2022 Championnat 2024
Le Championnat du Brésil de rugby à XV 2023 appelé Super 12 2023, oppose les douze meilleures équipes brésiliennes de rugby à XV. Il débute le 25 mars 2023, et se termine par une finale le 22 octobre 2023. 

## Les clubs de l'édition 2023
Les douze équipes qui participent au Super 12 sont :		
| Florianópólis : · Desterro · Joaca · São Paulo : · Pasteur · Poli · SPAC · Farrapos Florianópólis Charrua Jacareí São José Curitiba Pé Vermelho São Paulo Indaiatuba |

| Équipe                 | Stade                              | Ville               |
| ---------------------- | ---------------------------------- | ------------------- |
| Charrua RC             | Sociedade Hípica Porto Alegrense   | Porto Alegre        |
| Curitiba RC            | Paraná Esporte                     | Curitiba            |
| Desterro RC            | UFSC Tapera                        | Florianópolis       |
| Farrapos               | Estádio da Montanha                | Estádio da Montanha |
| Indaiatuba RC Tornados | SESI Indaiatuba                    | Indaiatuba          |
| Jacareí Rugby          | Campo do Balneário                 | Jacareí             |
| Joaca RC               | UFSC Tapera                        | Florianópolis       |
| Pasteur AC             | SESI Guarulhos                     | Guarulhos           |
| Pé Vermelho Rugby      | CEFE/UEL                           | Londrina            |
| Poli Rugby             | SESI Osasco                        | Osasco              |
| São José RC            | Centro de Treinamento Ange Guimera | São José dos Campos |
| SPAC                   | São Paulo Athletic Club            | São Paulo           |

## Format de la compétition
Les clubs sont dans un premier temps répartis dans trois poules de quatre. Ils se rencontrent en phase aller-retour. Les deux premiers sont qualifiés pour le tour suivant, appelé Hexagonal. Dans cette phase, les six meilleures équipes s'affrontent à une reprise. Les deux premiers de la phase Hexagonal sont qualifiés pour la finale, disputée en un match.
Les équipes non qualifiées pour la phase Hexagonal disputent une phase de promotion/relégation appelée "Qualificatório". Ils sont de nouveau répartis dans trois groupes de quatre, où ils retrouvent les six meilleures équipes de la seconde division. Les deux premiers de chaque poule sont qualifiés pour la saison suivante, les deux derniers joueront en deuxième division.

## Premier tour

### Groupe A
| Rang | Club     | J | V | N | D | Bo | Bd | Pm  | Pe  | Diff | Pts |
| ---- | -------- | - | - | - | - | -- | -- | --- | --- | ---- | --- |
| 1    | Farrapos | 6 | 4 | 0 | 2 | 3  | 2  | 222 | 95  | +127 | 21  |
| 2    | Desterro | 6 | 3 | 0 | 3 | 3  | 2  | 142 | 118 | +24  | 17  |
| 3    | Charrua  | 6 | 3 | 0 | 3 | 2  | 0  | 122 | 167 | -45  | 14  |
| 4    | Joaca    | 6 | 2 | 0 | 4 | 1  | 0  | 110 | 216 | -106 | 9   |

|  | Qualifiés pour la poule finale (no 1, no 2). |

Attribution des points' : victoire sur tapis vert : 5, victoire : 4, match nul : 2, défaite : 0, forfait : -5 ; plus les bonus (offensif : 4 essais marqués ; défensif : défaite par 7 points d'écart ou moins).		
Règle de classement : 1/ confrontation directe; 2/ différence de points; 3/ plus grand nombre d'essais marqués; 4/ plus grand nombre de points marqués; 5/ plus petit nombre de cartons rouges; 6/ plus petit nombre de cartons jaunes; 7/ plus petit nombre d'essais encaissés; 8/ tirage au sort

### Groupe B
| Rang | Club        | J | V | N | D | Bo | Bd | Pm  | Pe  | Diff | Pts |
| ---- | ----------- | - | - | - | - | -- | -- | --- | --- | ---- | --- |
| 1    | Jacareí     | 6 | 6 | 0 | 0 | 4  | 0  | 236 | 68  | +168 | 28  |
| 2    | São José    | 6 | 4 | 0 | 2 | 4  | 2  | 202 | 110 | +92  | 22  |
| 3    | Curitiba    | 6 | 2 | 0 | 4 | 2  | 1  | 163 | 198 | -35  | 11  |
| 4    | Pé Vermelho | 6 | 0 | 0 | 6 | 0  | 0  | 90  | 315 | -225 | 0   |

|  | Qualifiés pour la poule finale (no 1, no 2). |

Attribution des points' : victoire sur tapis vert : 5, victoire : 4, match nul : 2, défaite : 0, forfait : -5 ; plus les bonus (offensif : 4 essais marqués ; défensif : défaite par 7 points d'écart ou moins).		
Règle de classement : 1/ confrontation directe; 2/ différence de points; 3/ plus grand nombre d'essais marqués; 4/ plus grand nombre de points marqués; 5/ plus petit nombre de cartons rouges; 6/ plus petit nombre de cartons jaunes; 7/ plus petit nombre d'essais encaissés; 8/ tirage au sort

### Groupe C
| Rang | Club                | J | V | N | D | Bo | Bd | Pm  | Pe  | Diff | Pts |
| ---- | ------------------- | - | - | - | - | -- | -- | --- | --- | ---- | --- |
| 1    | Pasteur             | 6 | 5 | 1 | 0 | 4  | 0  | 238 | 61  | +177 | 26  |
| 2    | Poli                | 6 | 4 | 1 | 1 | 4  | 0  | 222 | 115 | +107 | 22  |
| 3    | SPAC                | 6 | 1 | 0 | 5 | 1  | 3  | 117 | 182 | -65  | 8   |
| 4    | Indaiatuba Tornados | 6 | 1 | 0 | 5 | 0  | 0  | 60  | 279 | -219 | 4   |

|  | Qualifiés pour la poule finale (no 1, no 2). |

Attribution des points' : victoire sur tapis vert : 5, victoire : 4, match nul : 2, défaite : 0, forfait : -5 ; plus les bonus (offensif : 4 essais marqués ; défensif : défaite par 7 points d'écart ou moins).		
Règle de classement : 1/ confrontation directe; 2/ différence de points; 3/ plus grand nombre d'essais marqués; 4/ plus grand nombre de points marqués; 5/ plus petit nombre de cartons rouges; 6/ plus petit nombre de cartons jaunes; 7/ plus petit nombre d'essais encaissés; 8/ tirage au sort

## Deuxième tour

### Hexagonal
| Rang | Club     | J | V | N | D | Bo | Bd | Pm  | Pe  | Diff | Pts |
| ---- | -------- | - | - | - | - | -- | -- | --- | --- | ---- | --- |
| 1    | Poli     | 5 | 4 | 1 | 0 | 3  | 0  | 204 | 73  | +131 | 21  |
| 2    | Pasteur  | 5 | 4 | 1 | 0 | 3  | 0  | 167 | 48  | +119 | 21  |
| 3    | Jacareí  | 5 | 2 | 1 | 2 | 2  | 1  | 152 | 102 | +50  | 13  |
| 4    | Farrapos | 5 | 2 | 1 | 2 | 3  | 0  | 170 | 121 | +49  | 13  |
| 5    | São José | 5 | 1 | 0 | 4 | 1  | 0  | 85  | 211 | -126 | 5   |
| 6    | Desterro | 5 | 0 | 0 | 5 | 0  | 1  | 57  | 280 | -223 | 1   |

|  | Qualifiés pour la finale (no 1, no 2). |

Attribution des points' : victoire sur tapis vert : 5, victoire : 4, match nul : 2, défaite : 0, forfait : -5 ; plus les bonus (offensif : 4 essais marqués ; défensif : défaite par 7 points d'écart ou moins).		
Règle de classement : 1/ confrontation directe; 2/ différence de points; 3/ plus grand nombre d'essais marqués; 4/ plus grand nombre de points marqués; 5/ plus petit nombre de cartons rouges; 6/ plus petit nombre de cartons jaunes; 7/ plus petit nombre d'essais encaissés; 8/ tirage au sort

### Qualificatório
Les six clubs déjà présents en Super 12 cette saison sont rejoints par le Rio RFC (Rio de Janeiro), Niterói Rugby (Niterói), Piracicaba Rugby (Piracicaba), l'Engenharia RC (São Paulo), l'URTC (Marau) et le Centauros RC (Estrela).

#### Poule A
| Rang | Club      | J | V | N | D | Bo | Bd | Pm  | Pe | Diff | Pts |
| ---- | --------- | - | - | - | - | -- | -- | --- | -- | ---- | --- |
| 1    | Charrua   | 3 | 3 | 0 | 0 | 3  | 0  | 103 | 23 | +80  | 15  |
| 2    | Joaca     | 3 | 2 | 0 | 1 | 2  | 0  | 81  | 47 | +34  | 10  |
| 3    | URTC      | 3 | 1 | 0 | 2 | 0  | 0  | 33  | 83 | -50  | 4   |
| 4    | Centauros | 3 | 0 | 0 | 3 | 0  | 1  | 47  | 59 | -12  | 1   |

|  | Qualifiés pour la saison suivante (no 1, no 2). |

Attribution des points' : victoire sur tapis vert : 5, victoire : 4, match nul : 2, défaite : 0, forfait : -5 ; plus les bonus (offensif : 4 essais marqués ; défensif : défaite par 7 points d'écart ou moins).		
Règle de classement : 1/ confrontation directe; 2/ différence de points; 3/ plus grand nombre d'essais marqués; 4/ plus grand nombre de points marqués; 5/ plus petit nombre de cartons rouges; 6/ plus petit nombre de cartons jaunes; 7/ plus petit nombre d'essais encaissés; 8/ tirage au sort

#### Poule B
| Rang | Club        | J | V | N | D | Bo | Bd | Pm  | Pe  | Diff | Pts |
| ---- | ----------- | - | - | - | - | -- | -- | --- | --- | ---- | --- |
| 1    | Curitiba    | 3 | 3 | 0 | 0 | 3  | 0  | 158 | 46  | +112 | 15  |
| 2    | Piracicaba  | 3 | 2 | 0 | 1 | 2  | 0  | 86  | 94  | -8   | 10  |
| 3    | Engenharia  | 3 | 1 | 0 | 2 | 3  | 1  | 107 | 92  | +15  | 8   |
| 4    | Pé Vermelho | 3 | 0 | 0 | 3 | 0  | 0  | 18  | 137 | -119 | 0   |

|  | Qualifiés pour la saison suivante (no 1, no 2). |

Attribution des points' : victoire sur tapis vert : 5, victoire : 4, match nul : 2, défaite : 0, forfait : -5 ; plus les bonus (offensif : 4 essais marqués ; défensif : défaite par 7 points d'écart ou moins).		
Règle de classement : 1/ confrontation directe; 2/ différence de points; 3/ plus grand nombre d'essais marqués; 4/ plus grand nombre de points marqués; 5/ plus petit nombre de cartons rouges; 6/ plus petit nombre de cartons jaunes; 7/ plus petit nombre d'essais encaissés; 8/ tirage au sort

#### Poule C
| Rang | Club                | J | V | N | D | Bo | Bd | Pm  | Pe  | Diff | Pts |
| ---- | ------------------- | - | - | - | - | -- | -- | --- | --- | ---- | --- |
| 1    | Niterói             | 3 | 3 | 0 | 0 | 3  | 0  | 122 | 35  | +87  | 15  |
| 2    | SPAC                | 3 | 2 | 0 | 1 | 2  | 0  | 119 | 69  | +50  | 10  |
| 3    | Indaiatuba Tornados | 3 | 1 | 0 | 2 | 0  | 0  | 38  | 103 | -65  | 4   |
| 4    | Rio                 | 3 | 0 | 0 | 3 | 0  | 1  | 33  | 105 | -72  | 1   |

|  | Qualifiés pour la saison suivante (no 1, no 2). |

Attribution des points' : victoire sur tapis vert : 5, victoire : 4, match nul : 2, défaite : 0, forfait : -5 ; plus les bonus (offensif : 4 essais marqués ; défensif : défaite par 7 points d'écart ou moins).		
Règle de classement : 1/ confrontation directe; 2/ différence de points; 3/ plus grand nombre d'essais marqués; 4/ plus grand nombre de points marqués; 5/ plus petit nombre de cartons rouges; 6/ plus petit nombre de cartons jaunes; 7/ plus petit nombre d'essais encaissés; 8/ tirage au sort

## Finale
| 21 octobre 2023 13h15 | Poli | 13 - 15 | Pasteur | São Paulo Athletic Club, São Paulo |
| 21 octobre 2023 13h15 |      |         |         | São Paulo Athletic Club, São Paulo |
| 21 octobre 2023 13h15 |      |         |         | São Paulo Athletic Club, São Paulo |